# Vânători (Mehedinți)
Vânători é uma comuna romena localizada no distrito de Mehedinţi, na região de Oltênia. A comuna possui uma área de 48.56 km² e sua população era de 2252 habitantes segundo o censo de 2007.